# 27

## Eventos
- Marco Licínio Crasso e Lúcio Calpúrnio Pisão, cônsules romanos.[1]
- Jesus, com cerca de trinta anos de idade, é batizado por João Batista no Rio Jordão. Em seguida, Jesus passa quarenta dias e quarenta noites sendo tentado no deserto por Satanás.[2]
- Nasce Agripa, o Jovem, o último rei da Judeia, filho de Herodes Agripa I e Cipros, filha de Fasael.[2]
- Na Península Ibérica, a província Ulterior é dividida em duas, Bética e Lusitânia.
- Na Galileia, o tetrarca Herodes Antipas casa-se com Herodias, ex-esposa de seu irmão, Herodes Filipe.
- Início da rebelião de Tacfarinas, um líder dos berberes.[3]